# ماستین
ماستین (به انگلیسی: Mostyn) یک منطقهٔ مسکونی در بریتانیا است که در فلینتشر واقع شده‌است. ماستین ۱٬۸۴۴ نفر جمعیت دارد.